# Patlabor (manga)
Pour les articles homonymes, voir Patlabor.
Patlabor (機動警察パトレイバー, Kidō keisatsu patoreibā) est une franchise de manga et anime de Masami Yūki. Le manga a été prépublié entre 1988 et 1994 dans le magazine Weekly Shōnen Sunday de l'éditeur Shōgakukan et a été compilé en un total de vingt-deux volumes. La version française a été éditée par Kabuto, mais seuls 18 tomes sont parus avant la faillite de SEEBD.
Le manga a ensuite été adapté en série télévisée d'animation, diffusée en France sur TF1 à partir d'avril 1992 dans Club Dorothée, NT1 et Mangas, ainsi qu'en trois longs-métrages, dont deux réalisés par Mamoru Oshii, et en une série de court-métrage SD Minipato, (adaptée en jeux vidéo) également par Oshii.
En 1991, il remporte le prix Shōgakukan dans la catégorie Shōnen.

## Synopsis
L'histoire se situe dans un futur proche, les robots géants ont remplacé les grues et les autres engins mécaniques. Pour parer aux utilisations frauduleuses et terroristes qui peuvent en être faites, une brigade de police constituée de robots géants a été constituée.
Au moment où commence le manga, une deuxième équipe de police doit être mise en place avec des robots géants plus évolués.

## Manga
Le manga a été prépublié dans le magazine hebdomadaire Weekly Shōnen Sunday entre 1988 et 1994. Le premier volume est publié par Shōgakukan en juillet 1988 et le vingt-deuxième et dernier tome le 10 août 1994,. Une édition deluxe en onze volumes a été publié entre juillet 1995 et mars 1995, et une édition bunko en onze volumes a été publiée en 2000,.
La série est publiée en français par Kabuto, en anglais par Viz Media.

### Liste des volumes
Une seule édition française chez Kabuto, en noir et blanc.
1. Tome 1, Kabuto, 04/2004	 (ISBN 2-7523-0001-8)
2. Tome 2, Kabuto, 04/2004	 (ISBN 2-7523-0005-0)
3. Tome 3, Kabuto, 06/2004	 (ISBN 2-7523-0010-7)
4. Tome 4, Kabuto, 08/2004	 (ISBN 2-7523-0014-X)
5. Tome 5, Kabuto, 10/2004	 (ISBN 2-7523-0018-2)
6. Tome 6, Kabuto, 02/2005	 (ISBN 2-7523-0023-9)
7. Tome 7, Kabuto, 04/2005	 (ISBN 2-7523-0031-X)
8. Tome 8, Kabuto, 07/2005	 (ISBN 2-7523-0044-1)
9. Tome 9, Kabuto, 08/2005	 (ISBN 2-7523-0053-0)
10. Tome 10, Kabuto, 10/2005	 (ISBN 2-7523-0063-8)
11. Tome 11, Kabuto, 12/2005	 (ISBN 2-7523-0071-9)
12. Tome 12, Kabuto, 02/2006	 (ISBN 2-7523-0082-4)
13. Tome 13, Kabuto, 04/2006	 (ISBN 2-7523-0095-6)
14. Tome 14, Kabuto, 06/2006	 (ISBN 2-7523-0103-0)
15. Tome 15, Kabuto, 10/2006	 (ISBN 2-7523-0114-6)
16. Tome 16, Kabuto, 12/2007 	 (ISBN 978-2752301222)
17. Tome 17, Kabuto, 03/2008	 (ISBN 978-2752301703)
18. Tome 18, Kabuto, 05/2008	 (ISBN 978-2-7523-0172-7)

## Anime

### OAV
Ce manga est un produit dérivé de la série d'OAV :
- 1988 : Patlabor la police mobile

Série originale. 7 épisodes de 30 minutes
- 1990-1992 : Patlabor

3e série, suite de la série télévisée de 1989-1990. 16 épisodes de 30 minutes.

### Séries télévisées
- 1989-1990 : Patlabor

2e série, remake de l'OAV de 1988. 47 épisodes de 25 minutes. Elle est éditée en France par AB Video.
un reboot de la série est prévu pour octobre 2017

### Films d'animation
- 1989 : Patlabor de Mamoru Oshii

Suite de la série télévisée de 1989. Il est édité en France par Kazé.
- 1993 : Patlabor 2 de Mamoru Oshii

Suite du film Patlabor.
- 2002 : Patlabor WXIII de Takuji Endo

Film dérivé du film Patlabor 2.

### Teaser
- 2016 Mobile Police Patlabor Reboot

Court métrage de 8 minutes diffusé lors de la Japan Animator Expo d'octobre 2016 ,

## Films live
En mars 2013, Tohokushinsha Film Corporation annonce un projet d'adaptation live de la série. Intitulé Patlabor Next Generation, il s'agit de sept films live diffusés entre avril 2014 et janvier 2015 suivi par un film au contenu inédit en mai 2015,.

## Produits dérivés

### Jeux vidéo
- 2005 : Minipato sur PSP (Action)
- 1994 : Kidō Keisatsu Patlabor sur Super Nintendo (Jeu de rôle de Interbec)
- 1992 : Kidō Keisatsu Patlabor: 98-Shiki Kidō Seyo! sur Mega Drive

### Musiques
- Patlabor 2 the Movies (Soundtrack) SOUNDTRACK de Kenji Kawai.
- WXIII Patlabor The Movie 3 O.S.T. SOUNDTRACK de Kenji Kawai
- Patlabor 2 SOUNDTRACK
- Patlabor 2 the Movies (Soundtrack) SOUNDTRACK de Kenji Kawai
- Original Motion Picture (Japanimation) Patlabor 2 de Visible Wind
- WXIII Patlabor The Movie 3 O.S.T. SOUNDTRACK de Kenji Kawai
- MiniPato: Kido Keisatsu Patlabor de Kenji Kawai
- Kido Keisatsu Patlabor WXIII de Kenji Kawai
- Patlabor V.2 (Intercept) SOUNDTRACK
- Patlabor: V.5 (Movie Inquest SOUNDTRACK
- Patlabor: V.4 (Infinity) SOUNDTRACK